# Clymenella zonalis
Clymenella zonalis är en ringmaskart som först beskrevs av Addison Emery Verrill 1874.  Clymenella zonalis ingår i släktet Clymenella och familjen Maldanidae. Inga underarter finns listade i Catalogue of Life.